# Abadía de Lérins

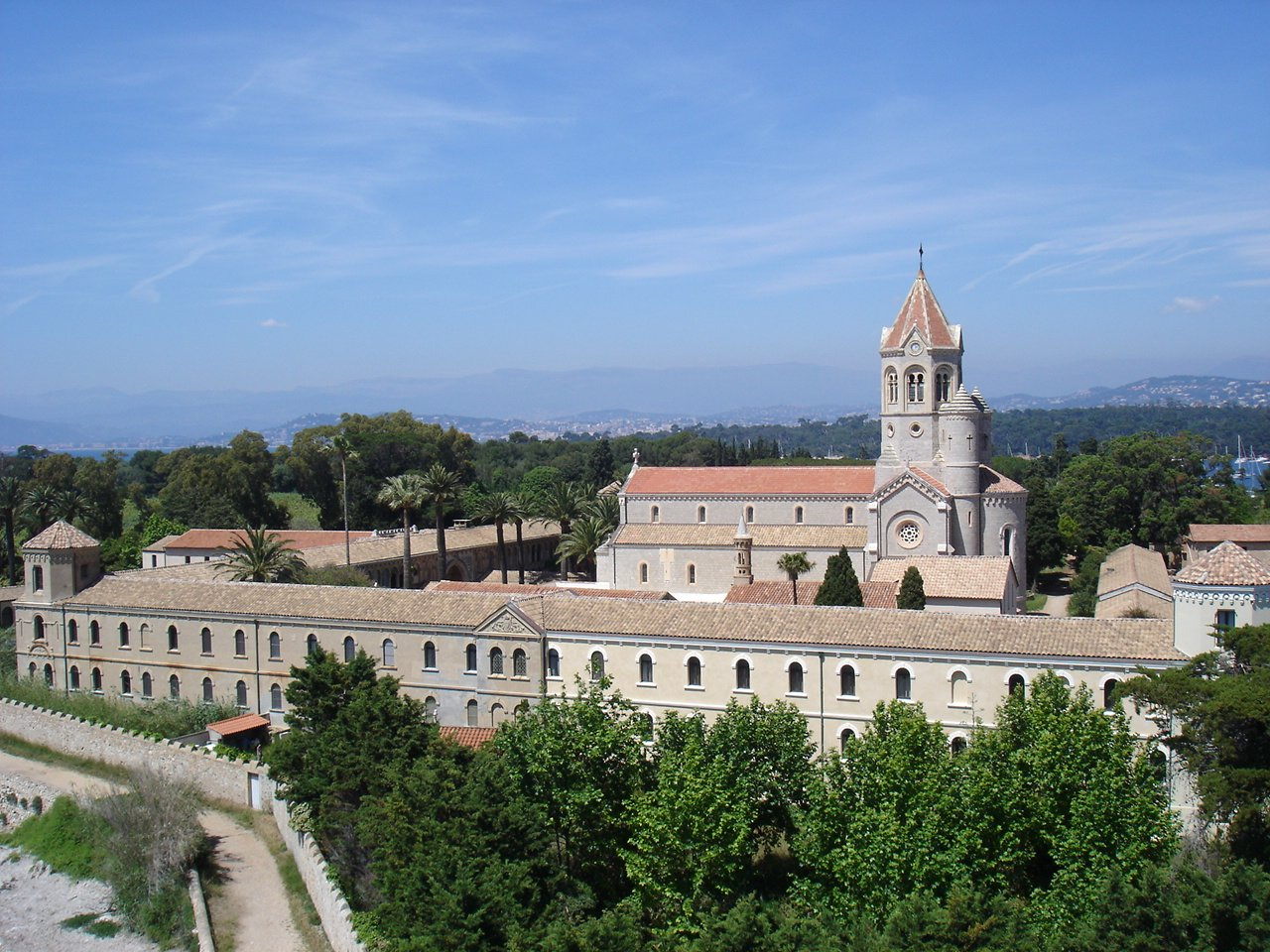
Abadía de Lérins.

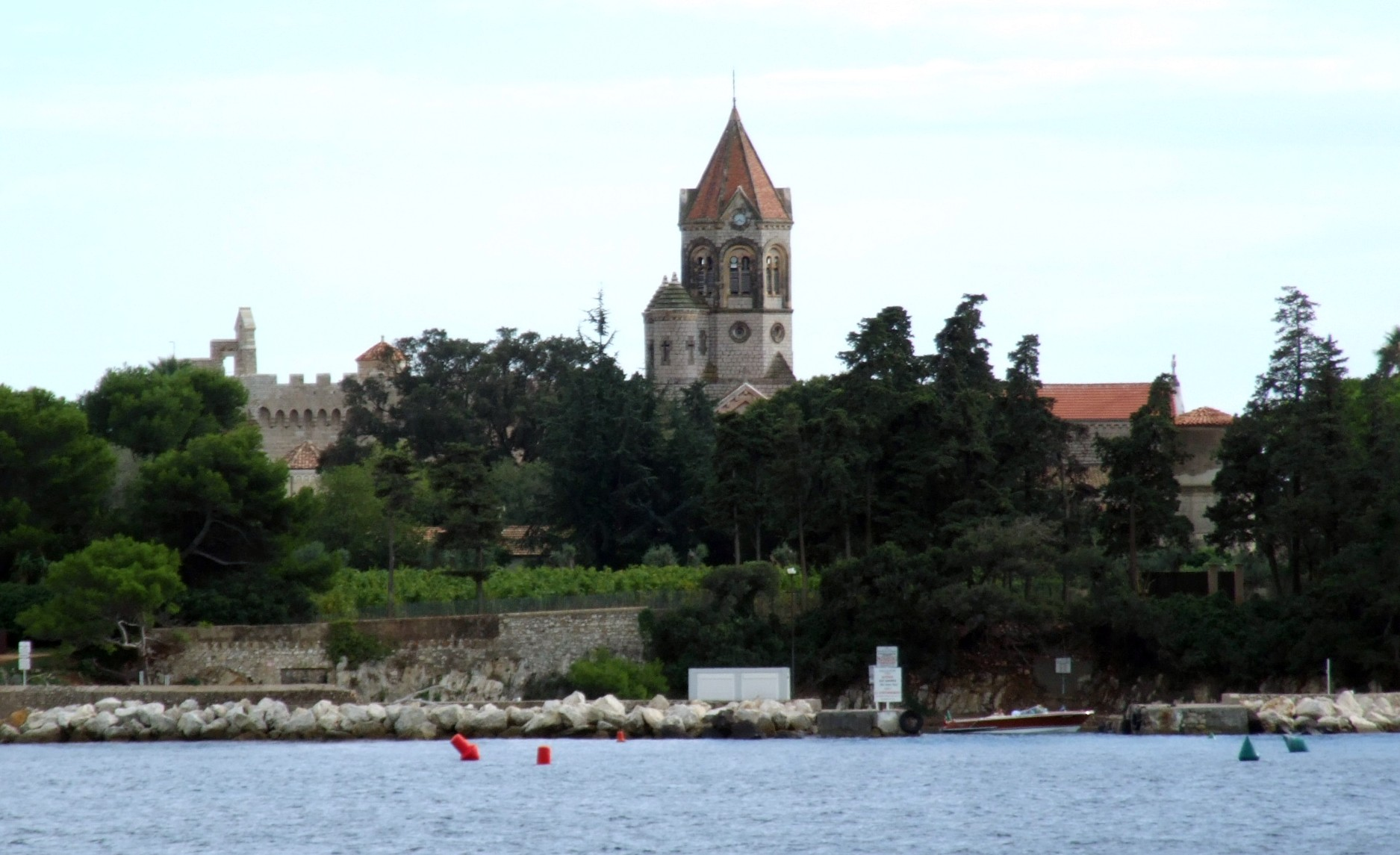
La abadía de Lérins en la isla de Saint-Honorat.

La abadía de Lérins es un monasterio cisterciense en la isla de San Honorato, una de las islas Lerins (francés Lérins), en la Costa Azul, (Riviera Francesa) con una comunidad monástica activa.
Ha habido una comunidad monástica en este lugar desde el siglo V. La construcción de los edificios actuales del monasterio empezó alrededor de 1073. Hoy los monjes cultivan viñas y producen vino y licor.

## Historia

### Primera fundación
La isla, conocida por los romanos con el nombre de Lerina, estuvo deshabitada hasta que san Honorato, discípulo de un ermitaño local llamado Caprasio fundó un monasterio en el lugar en algún momento alrededor del año 410. Según la tradición, Honorato se estableció en la isla donde pretendía vivir como ermitaño, pero se le unieron algunos discípulos que formaron una comunidad monástica a su alrededor formando "un monasterio inmenso" hacia el 427, según las escrituras contemporáneas de Juan Casiano.
Hay también una tradición que dice que San Patricio, el patrón de la isla de Irlanda, estudió aquí en el siglo V, y durante el siglo VI, San Quinidio fue monje en Lérins.
La abadía proporcionó tres obispos a la diócesis de Arles: Honorato mismo, seguido por Hilario y Cesáreo en los siglos quinto y sexto respectivamente. Uno de los escritores eclesiásticos más famosos, Vicente de Lerins, vivió en el monasterio en el siglo V.
El abad san Nazario, decimocuarto abad de Lérins, probablemente durante el reinado del merovingio Clotario II (584-629), eliminó con éxito los remanentes de paganismo de la costa del sur de Francia, derrocando un santuario de Venus cerca de Cannes, y fundando en su lugar un convento de monjas, que fue destruido por los sarracenos en el siglo octavo.

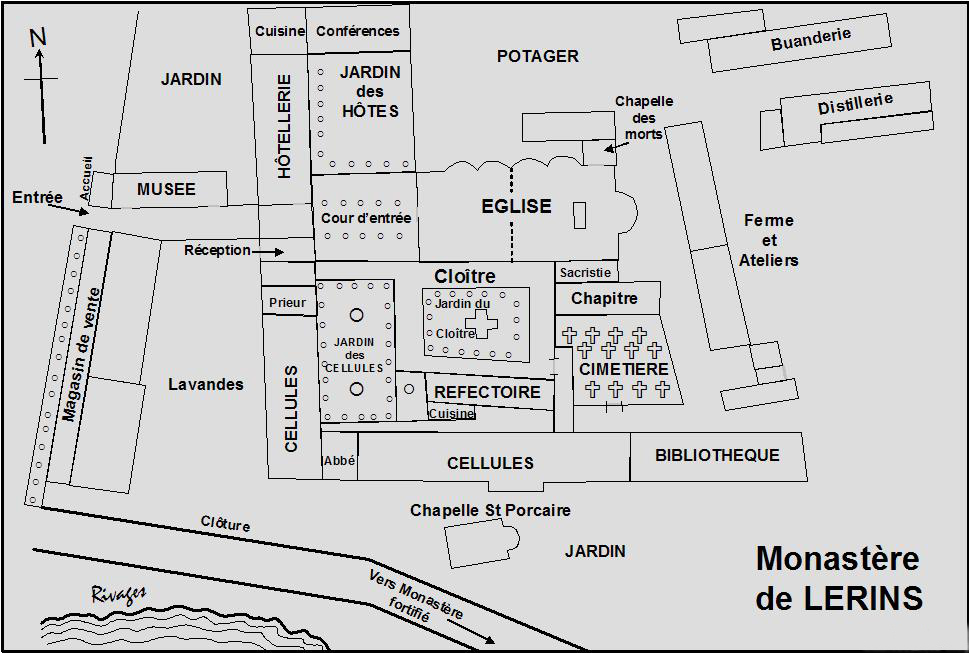
Planta de la abadía de Lérins.

Durante la década de 630 san Agrícola de Aviñón fue monje aquí antes de ser llamado para a convertirse en obispo de Aviñón.
Durante los siguientes siglos, la vida monástica en la isla fue interrumpida en unas cuantas ocasiones por ataques, principalmente atribuibles a los sarracenos. Alrededor del 732, muchos de la comunidad, incluyendo el abad, san Porcario, fueron masacrados en la isla por los invasores. Se dice que muchos de los monjes escaparon, ya que Porcario había sido advertido del ataque por un ángel y los había enviado fuera por seguridad.

### Segunda fundación

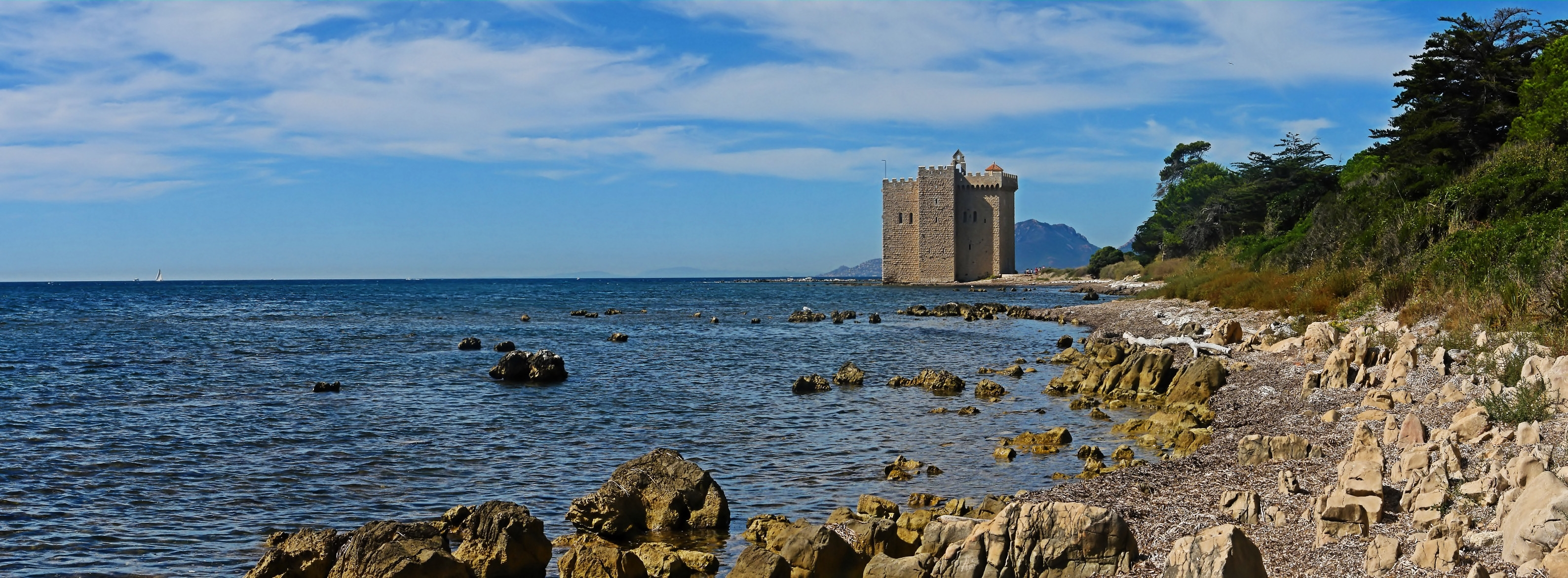
Panorámica del monasterio fortificado.

Después de aproximadamente 300 años, un monasterio fortificado fue construido entre los siglos undécimo y decimocuarto.
En tiempos medievales, la isla se convirtió en un lugar muy popular de peregrinación. Fomentaban esto los escritos de Raymond Féraud, un monje que compuso una vida mitológica de san Honorato.
En 1635 la isla fue conquistada por los españoles y los monjes fueron expulsados. Volvieron del exilio de Vallauris dos años más tarde, cuando la isla fue reconquistada por los franceses.
El monasterio continuaba sufriendo ataques españoles y genoveses. El número de monjes se redujo a cuatro y, en el clima prerrevolucionario del tiempo, el monasterio se separó de Francia 1787. Con la Revolución francesa, la isla se convirtió en propiedad del estado, y se vendió a una actriz rica, Mademoiselle de Sainval, que vivió allí durante veinte años.
La abadía tenía en posesión las villas de Seborga (vendida al Reino de Cerdeña en 1729) y Vallebona (que pasó a la República de Génova en 1686).

### Tercera fundación

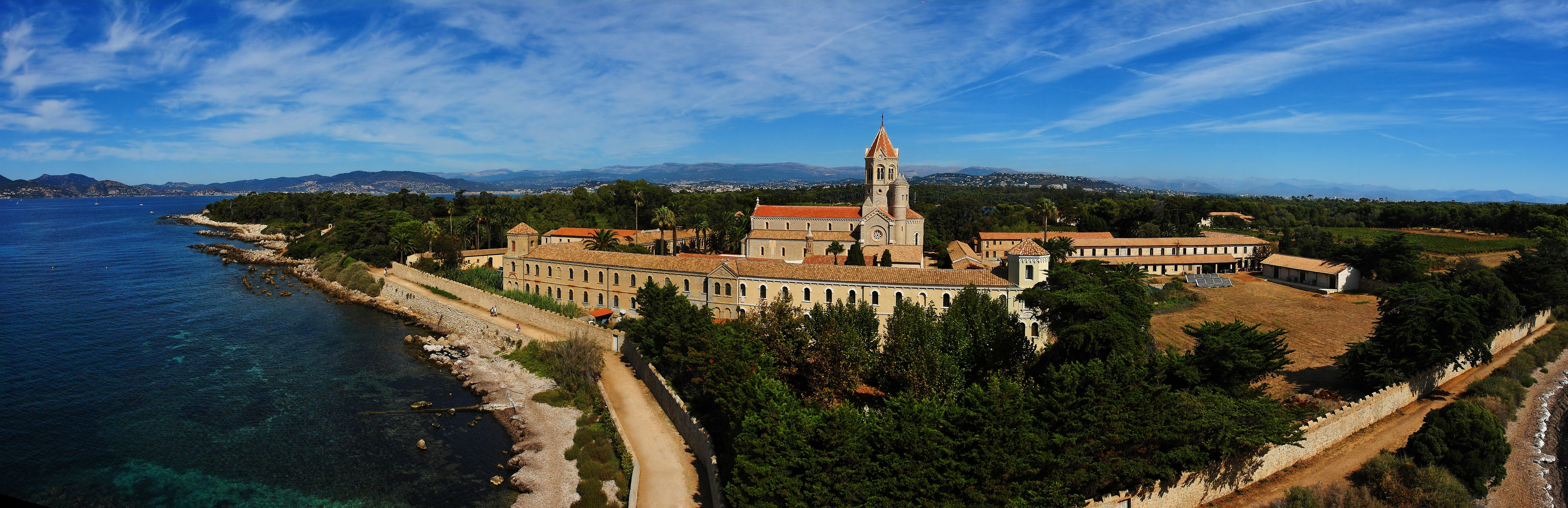
Iglesia y monasterio de la Abadía Lérins. Cuadre panorámico cogido desde el monasterio fortificado.

En 1859, la isla fue comprada por el obispo de Fréjus, que procuró restablecer en ella una comunidad religiosa. Diez años más tarde, una comunidad cisterciense fue fundaba, y ha permanecido en ella desde entonces.